# Luis Lama
 Luis Lama, de son vrai nom  Luís Mamona João, né le 1er février 1981 à Luanda, est un footballeur angolais. Il joue au poste de gardien de but avec l'équipe d'Angola et Atlético Petróleos Luanda.

## Carrière

### En équipe nationale
Il a participé au championnat du monde des moins de 20 ans en 2001.
Lama participe à la coupe du monde 2006 avec l'équipe d'Angola. C'est le deuxième choix du sélectionneur au poste de gardien de but.